# Tour méditerranéen 2007
Le Tour méditerranéen 2007 a eu lieu du 14 au 18 février 2007 en France et en Italie. Il s'agissait de la 34e édition. La victoire finale est revenue à l'Espagnol José Iván Gutiérrez. Il devance Ricardo Serrano et Vladimir Efimkin au classement final.

## Les étapes
| Étape | Date       | Villes étapes                  | Distance | Vainqueur d'étape | Leader du classement général |
| ----- | ---------- | ------------------------------ | -------- | ----------------- | ---------------------------- |
| 1     | 14 février | Gruissan - Gruissan            | 26,2 km  | Caisse d'Épargne  | José Iván Gutiérrez          |
| 2     | 14 février | Gruissan - Agde                | 107 km   | Daniele Bennati   | José Iván Gutiérrez          |
| 3     | 15 février | Saint-Cannat - Marseille       | 158 km   | Mikhail Ignatiev  | José Iván Gutiérrez          |
| 4     | 16 février | Greasque - Toulon (Mont Faron) | 98 km    | Rinaldo Nocentini | José Iván Gutiérrez          |
| 5     | 17 février | La Crau - La Garde             | 145 km   | Gabriele Balducci | José Iván Gutiérrez          |
| 6     | 18 février | Dolceacqua - Sanremo           | 122 km   | Mirco Lorenzetto  | José Iván Gutiérrez          |

## Classement général final
| Pos | Coureur             | Équipe                 | Pays     | Temps               |
| --- | ------------------- | ---------------------- | -------- | ------------------- |
| 1   | José Iván Gutiérrez | Caisse d'Épargne       | Espagne  | en 16 h 12 min 44 s |
| 2   | Ricardo Serrano     | Tinkoff Credit Systems | Espagne  | + 52 s              |
| 3   | Vladimir Efimkin    | Caisse d'Épargne       | Russie   | + 1 min 03 s        |
| 4   | Marco Fertonani     | Caisse d'Épargne       | Italie   | + 1 min 08 s        |
| 5   | Ivan Rovny          | Tinkoff Credit Systems | Russie   | + 1 min 12 s        |
| 6   | Evgueni Petrov      | Tinkoff Credit Systems | Russie   | + 1 min 13 s        |
| 7   | Pietro Caucchioli   | Crédit agricole        | Italie   | + 1 min 16 s        |
| 8   | Jussi Veikkanen     | La Française des jeux  | Finlande | + 1 min 26 s        |
| 9   | Aitor Pérez Arrieta | Caisse d'Épargne       | Espagne  | + 1 min 28 s        |
| 10  | Thomas Lövkvist     | La Française des jeux  | Suède    | + 1 min 32 s        |

## Résultats des étapes

### 1reétape
| Pos | Coureur                | Pays    | Temps       |
| --- | ---------------------- | ------- | ----------- |
| 1   | Caisse d'Épargne       | Espagne | 31 min 54 s |
| 2   | La Française des jeux  | France  | +15 s       |
| 3   | Tinkoff Credit Systems | Italie  | +17 s       |
| 4   | Liquigas               | Italie  | +42 s       |
| 5   | Lampre-Fondital        | Italie  | +45 s       |
| 6   | Team Milram            | Italie  | +54 s       |
| 7   | Cofidis                | France  | +57 s       |
| 8   | Acqua & Sapone         | Italie  | +1 min 00 s |
| 9   | Crédit agricole        | France  | +1 min 06 s |
| 10  | Bouygues Telecom       | France  | +1 min 15 s |

### 2eétape
| Pos | Coureur               | Pays    | Temps           |
| --- | --------------------- | ------- | --------------- |
| 1   | Daniele Bennati       | Italie  | 2 h 46 min 33 s |
| 2   | Roberto Petito        | Italie  | m.t.            |
| 3   | Igor Astarloa         | Italie  | m.t.            |
| 4   | Evgueni Petrov        | Russie  | m.t.            |
| 5   | Alessandro Ballan     | Italie  | m.t.            |
| 6   | Alexandre Botcharov   | Russie  | m.t.            |
| 7   | Hervé Duclos-Lassalle | France  | m.t.            |
| 8   | Pietro Caucchioli     | Italie  | m.t.            |
| 9   | Ricardo Serrano       | Espagne | m.t.            |
| 10  | José Iván Gutiérrez   | Espagne | m.t.            |

### 3eétape
| Pos | Coureur               | Pays     | Temps           |
| --- | --------------------- | -------- | --------------- |
| 1   | Mikhail Ignatiev      | Russie   | 3 h 56 min 53 s |
| 2   | Daniele Bennati       | Italie   | +14 s           |
| 3   | Gabriele Balducci     | Italie   | m.t.            |
| 4   | Angelo Furlan         | Italie   | m.t.            |
| 5   | Krzysztof Szczawinski | Pologne  | m.t.            |
| 6   | Aurélien Clerc        | Suisse   | m.t.            |
| 7   | Jochen Summer         | Autriche | m.t.            |
| 8   | José Iván Gutiérrez   | Espagne  | m.t.            |
| 9   | Mirco Lorenzetto      | Italie   | m.t.            |
| 10  | Mickaël Delage        | France   | m.t.            |

### 4eétape
| Pos | Coureur             | Pays               | Temps           |
| --- | ------------------- | ------------------ | --------------- |
| 1   | Rinaldo Nocentini   | Italie             | 2 h 24 min 35 s |
| 2   | Pierrick Fédrigo    | France             | +4 s            |
| 3   | Matteo Carrara      | Italie             | +6 s            |
| 4   | José Iván Gutiérrez | Espagne            | +19 s           |
| 5   | Marco Fertonani     | Italie             | +21 s           |
| 6   | Massimo Giunti      | Italie             | m.t.            |
| 7   | Pietro Caucchioli   | Italie             | +29 s           |
| 8   | Roman Kreuziger     | République tchèque | +31 s           |
| 9   | Jérôme Pineau       | France             | +39 s           |
| 10  | Gustav Larsson      | Suède              | +43 s           |

### 5eétape
| Pos | Coureur              | Pays     | Temps           |
| --- | -------------------- | -------- | --------------- |
| 1   | Gabriele Balducci    | Italie   | 3 h 28 min 33 s |
| 2   | Daniele Bennati      | Italie   | m.t.            |
| 3   | Mirco Lorenzetto     | Italie   | m.t.            |
| 4   | Angelo Furlan        | Italie   | m.t.            |
| 5   | Marco Zanotti        | Italie   | m.t.            |
| 6   | Francesco Chicchi    | Italie   | m.t.            |
| 7   | Gert Vanderaerden    | Belgique | m.t.            |
| 8   | Krzystof Szczawinski | Pologne  | m.t.            |
| 9   | Aurélien Clerc       | Suisse   | m.t.            |
| 10  | Massimiliano Mori    | Italie   | m.t.            |

### 6eétape
| Pos | Coureur           | Pays      | Temps           |
| --- | ----------------- | --------- | --------------- |
| 1   | Mirco Lorenzetto  | Italie    | 3 h 03 min 07 s |
| 2   | Daniele Bennati   | Italie    | m.t.            |
| 3   | Mark Renshaw      | Australie | m.t.            |
| 4   | Gabriele Balducci | Italie    | m.t.            |
| 5   | Jérôme Pineau     | France    | m.t.            |
| 6   | Elia Rigotto      | Italie    | m.t.            |
| 7   | Aurélien Passeron | France    | m.t.            |
| 8   | Antonio D'Aniello | Italie    | m.t.            |
| 9   | Matteo Carrara    | Italie    | m.t.            |
| 10  | Raffaele Illiano  | Italie    | m.t.            |